# Dunkin' Donuts
, послује као Dunkin', америчко је предузеће које производи кафу и крофне, као и ресторан брзе услуге. Основао га је Бил Розенберг током 1950. године у Квинсију. Са око 12.900 радњи у 42 земље, један је од највећих ланаца кафића и крофни на свету.